# بيت الخوف (فلم 1945)
بيت الخوف (بالإنجليزية: The House of Fear) فيلم غموض من سلسلة أفلام شرلوك هولمز، تم عرضه عام 1945 مقتبس عن رواية شرلوك هولمز من تأليف آرثر كونان دويل ومن بطولة باسل راثبون.

## مقالات ذات صلة
- شرلوك هولمز

## روابط خارجية
- مقالات تستعمل روابط فنية بلا صلة مع ويكي بيانات